# Polyplectana grisea
Polyplectana grisea is een zeekomkommer uit de familie Synaptidae.
De wetenschappelijke naam van de soort werd in 1931 gepubliceerd door Svend Geisler Heding.